# Batšeba
Batšeba (hebrejsky בַּת־שֶׁבַע, Bat-ševa, doslova „Dcera plnosti“), přepisováno též jako Bat-šeba, Betsabé či Betsabe, je biblická postava, manželka Chetejce Urijáše, později manželka krále Davida.
Podle 11. a 12. kapitoly Druhé knihy Samuelovy ji v době, kdy její manžel Urijáš plnil vojenské povinnosti, svedl král David a otěhotněla. Když se David o těhotenství dozvěděl, uvolnil jejího muže z boje v domnění, že se vrátí ke své ženě a poté, co s ní bude mít styk, bude se mít za to, že je dítě jeho. Jenže Urijáš odmítl svou ženu navštívit. Jedním z důvodů mohlo být to, že byli formálně rozvedeni – ve starověkém Izraeli bylo totiž zvykem, že se všichni vojáci „před tažením do války povinně rozváděli s manželkami pro případ zajetí či ztracení, aby se jejich ženy mohly znovu vdát a nestaly se opuštěnými.“ David proto nakonec změnil strategii, poslal Urijáše zpět do vojenského ležení a nařídil veliteli Jóabovi, aby Urijáše postavil do nejtužšího boje a zařídil, aby Urijáš v boji padl. Když byl Urijáš v boji zabit, vzal si král David Batšebu za manželku a myslel si, že mu celá věc projde. Jenže z hříchu jej usvědčil prorok Nátan, který předpověděl nejen smrt dítěte, jež mu měla porodit Batšeba, ale i nepokoje v jeho vlastním domě. Všechny tyto prorocké předpovědi se postupně naplnily. Král David však činil pokání a Bůh králi dopřál, aby Batšeba znovu otěhotněla a porodila mu syna Šalomouna, který se později stál králem Izraele po svém otci Davidovi. O jeho nástupnictví se zasadil i samotný prorok Nátan.
Batšeba se jako matka Šalomouna dostala i do rodokmenu Ježíše Krista, kde je jednou ze čtyř žen, které jsou tam zmiňovány – Batšeba však není jmenována přímo, ale je označena jen jako žena Uriášova. Dalšími ženami v rodokmenu jsou Támar, Rachab a Rút. Jsou zvláštní tím, že buď svým původem nepatřily do izraelského lidu (Rachab, Rút) nebo byly poskvrněny smilstvem (Rachab, Támar, Batšeba).

## Postava Batšeby v umění
- Rembrandt namaloval obraz Batšeba s dopisem krále Davida.
- Willem Drost namaloval obraz Batšeba vystupuje z lázně.
- Torgny Lindgren napsal román Bat Seba.